# Aasivik
Aasivik betyder "sommersted" eller "sommerlejr" på grønlandsk og betegner i traditionel grønlandsk kultur de bopladser hvor Inuit mødtes og boede om sommeren. I 1970erne og 80'erne opstod i Grønland en ny Aasivik tradition hvor grønlandske unge mødtes til en årlig sommerlejr hvor de diskuterede politiske emner af betydning for grønland og grønlandsk identitet. Det første af disse stævner afholdtes i Narsaq i 1976. I 1979 afholdtes Aasivik i den nedagte mineby Qullissat. Her var ofte musik, og mange kendte grønlandske bands optrådte på Aasivik og opnåede større popularitet og gennemslagskraft her, det gælder for eksempel Sumé og Juaaka Lyberth som spillede med Aasivik band. Den nye Aasivik tradition holdt ved indtil 1996, og der var derefter 15års pause før traditionen startede igen i 2012. I 2016, 40 års jubilæet for det første Aasivik i 1976, blev Aasivik igen afholdt i Narsaq.